# Carved 2: The Scissors Massacre
Carved 2: The Scissors Massacre (japanska: 口裂け女2, Kuchisake-onna 2) är en japansk skräckfilm och uppföljaren till filmen Carved: Slit-Mouthed Woman. Filmen hade premiär den andra mars 2008, i regi av Kotaro Terauchi. Den är baserad på vandringssägen om Kuchisake-onna och även ett antal händelser i Japan.
Sextonåriga skådespelaren Rin Asuka spelar huvudrollen som Mayumi, en skolflicka med ett ansikte som deformerats efter att en svartsjuk man attackerat henne med svavelsyra. Det fysiska och mentala traumat är överväldigande för Mayumi. Samtidigt startas rykten kring en seriemördare som ger sig på elever från Mayumis skola.

## Handling
Filmen utspelas i Japan, år 1978. Mayumi Sawada lever ett bra och tryggt liv i småstaden Gifu. Hennes familj äger en bondgård. Hennes syster Sachiko ska snart gifta sig och hennes andra syster Yukie jobbar i en hårsalong. Mayumi har blivit vän med pojken som hon är kär i, Seiji Moriyama. Ett par dagar innan han ska flytta och studera i Tokyo bjuder han upp Mayumi på ett berg med en vacker utsikt över hela staden. Där ger han Mayumi en knapp från sin skoluniform som en gåva vilket gör Mayumi lycklig.
Men hennes lycka försvinner nästan omedelbart när hennes två systrar reser till Tokyo och Mayumi bestämmer sig för att sova i Sachikos rum. Sachikos före detta pojkvän bryter sig in i familjens hus och kastar svavelsyra i den sovande Mayumis ansikte i tron att det är Sachiko som ligger i sängen. Efteråt knivhugger och dödar han Mayumis mor innan han blir skjuten av hennes far. Mayumi skickas i ambulans till sjukhuset och läkarna lyckas rädda hennes liv, dock kan de inte återställa hennes ansikte då det skulle kunna vara en dödlig operation.
Mayumis två bästa vänner, Junko och Kaoru, ringer på familjens dörrklocka nästa dag för att se hur hon mår, men Mayumi vägrar att visa sig för någon. Plötsligt ringer Seiji och frågar om han skulle kunna få träffa henne innan han reser till Tokyo. Mayumi tackar nej, men de kommer överens om att hålla kontakten genom att skicka brev till varandra när han har nått sin resmål. När Mayumi går tillbaka till skolan sprider de andra eleverna rykten kring henne och kallar henne för "mutantflickan" vilket leder till att hon klår upp en av dem. En dag ser Mayumi en kvinna i en röd jacka utanför sitt hus, sedan försvinner kvinnan. Saker och ting verkar bara bli värre då hennes far begår självmord för att familjen ska kunna betala sina skulder genom att använda sig av hans livförsäkring. På grund av ryktena om Mayumi börjar Kaoru och Junko ta avstånd från henne. Seiji har nu skaffat en flickvän och har slutat att skriva brev till Mayumi. Mayumi ser kvinnan i den röda jackan ännu en gång i sin spegel vilket gör henne förskräckt.
Nästa dag hör folket i Gifu på TV om hur två elever blev mördade av en kvinna med en gigantisk sax. Det visar sig att offren var Mayumis bästa vänner, Kaoru och Junko. Mayumi går på deras begravning där hon träffar Seiji som tillfälligt för en dag besöker staden. Mayumi vill tillbringa tid med honom en sista gång, så han lovar att träffa henne nästa morgon. Nästa dag berättar Seiji för Mayumi att han endast gav henne knappen från sin skoluniform för att Junko hade bett honom göra det och att han alltid hade sett på Mayumi som en syster. Mayumi antar att han säger så på grund av hennes ansikte. Seiji nekar till detta, men när hon tar av sig andningsskyddet som hon hade gömt sitt missbildade ansikte bakom berättar Seiji för Mayumi om sin nya flickvän. På tillbakavägen ignorerar han Mayumi. Plötsligt slutar scenen och då står en blodig Mayumi vid ett handfat där hon hektiskt försöker tvätta bort blod från en sax. En flashback visar hur kvinnan med den röda jackan springer upp bakom Seiji och hugger honom till döds med sin sax. Flashbacken visar även Kaorus och Junkos blodiga, döda kroppar. Nu visas det att kvinnan med den röda jackan är Mayumis alter ego.
Yuki börjar misstänka att Mayumi är småstadens ökända seriemördare på grund av hennes ovanliga beteende, döda vänner och försvunna kärleksintresse. Yuki bestämmer sig för att inspektera Mayumis rum där hon hittar en blodig klänning som Mayumi hade haft på sig när hon senast träffade Seiji. Yuki berättar för Sachiko om sin upptäckt och Mayumi vet nu att hon har blivit påkommen. När systrarna ska äta middag bestämmer sig Mayumi för att ta med sin sax vilken hon gömmer bakom sin rygg. Hon sätter sig ned och dricker ett glas apelsinjuice som Sachiko förgiftat. Mayumi hostar upp blod och dör. Sachiko lägger en jacka över Mayumis kropp för att täcka den. Yukie hjälper motvilligt till att städa undan allt. Sachiko och Yuki begraver Mayumi i skogen. Mayumi lyckas på något sätt ta sig ut ur graven och mörda Yuki. Efter det mördar hon Sachiko. Innan hon faller ihop frågar Mayumi henne "Är jag vacker?".
Det börjar regna och Mayumi tittar upp mot himlen. En ung pojke ser henne. Hon tittar tillbaks på honom och går nu efter honom med ett sinnessjukt ansiktsuttryck. Hon har nu en stor skåra som når från hennes mun upp till örat. Innan eftertexterna rullar på skärmen står det om hur Mayumi mördade 13 personer, skadade 53 och försvann.

## Rollista (urval)
| Rin Asuka      | – Mayumi Sawada  |
| Yukie Kawamura | – Sachiko Sawada |
| Mayuko Iwasa   | – Yukie Sawada   |
| Yôsuke Saitô   | – Herr Sawada    |
| Akihiro Mayama | – Seiji Moriyama |